# Juan de Tassis y Acuña

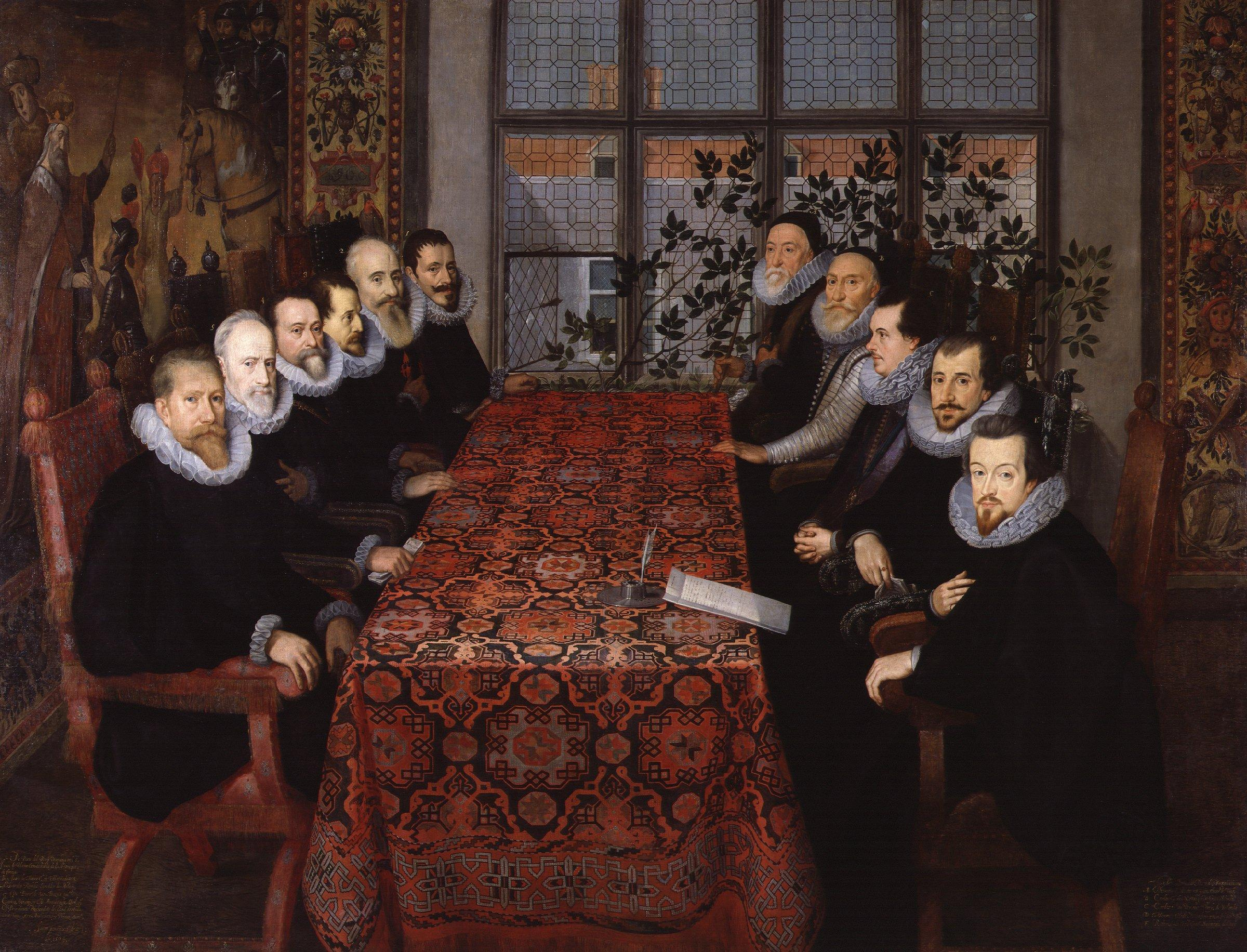
Conferencia de Somerset House, 1604, óleo sobre lienzo, 244,5 x 307,5 cm, Londres, National Portrait Gallery. Óleo anónimo con la firma apócrifa de Juan Pantoja de la Cruz. A la izquierda, segundo desde la ventana, Juan de Tassis, I conde de Villamediana, con la Cruz de Santiago.

Juan de Tassis y Acuña (Valladolid ? - Madrid 1607) fue un noble español nombrado I conde de Villamediana (1603) y Correo Mayor de España.

## Biografía
Los Tassis eran una familia de origen italiano, cuyos miembros se extendieron por diversas partes de Europa, desde Flandes hasta España. El emperador Carlos V los nombró maestros de hostería y postas. Así, Juan Bautista de Tassis fue correo mayor de Flandes. El mayor de sus once hijos, Raimundo de Tassis (hacia 1515-1579), pasó a España, donde se casó con Catalina de Acuña.
Durante el reinado de Felipe II, entró al servicio del príncipe Carlos. Participó en la campaña para sofocar la Rebelión de las Alpujarras. Fue caballero de la Orden de Santiago. Acompañó en su condición de correo mayor al Duque de Alba en la toma de Lisboa el 27 de agosto de 1580, donde nació su único hijo, Juan de Tassis y Peralta, II conde de Villamediana. En 1583 la familia regresó a Madrid con el rey.
Felipe III lo nombró conde de Villamediana el 12 de octubre de 1603, confirmándole en el cargo de correo mayor General de todos sus estados. Se casó con María de Peralta Muñatones. Participó en las negociaciones de paz con Inglaterra con el fin de acabar con la guerra anglo-española (1585-1604). Fue presidente de la misión, que salió de España, en junio de 1603, para firmar el Tratado de Paz de Londres, el 27 de agosto de 1604. Siendo el primer diplomático español ante la corte inglesa tras la expulsión de Bernardino de Mendoza en 1584.
A su muerte, en 1607, fue enterrado en la capilla mayor del Convento de San Agustín de Valladolid. Su hijo, Juan de Tassis y Peralta, asesinado en 1622, heredó el título de II conde de Villamediana así como el cargo de Correo Mayor.

## Unión y descendencia
Juan de Tassis y Acuña casó con Maria de Peralta, y tuvieron a:
- Juan de Tassis y Peralta
- Felipe de Tassis, abad[3]
- Juan de Tassis (†1593), capitán muerto frente al castillo de Humbercourt[3]

La rama española de los Tassis se extingue con la muerte de Juan de Tassis y Peralta.